# Letnie Igrzyska Olimpijskie 2016

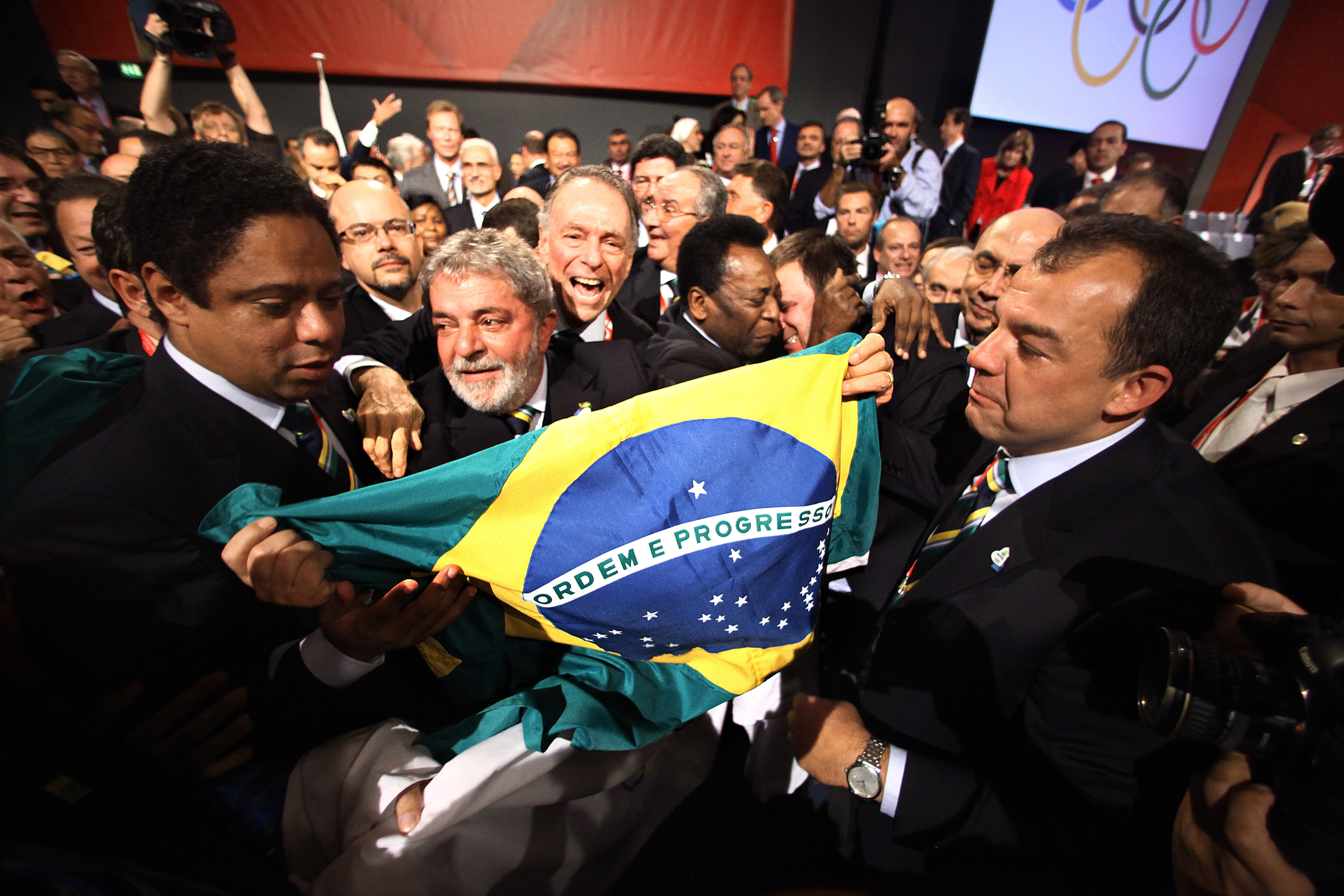
Ówczesny prezydent Brazylii Lula, były brazylijski piłkarz Pelé i ówczesny gubernator Rio de Janeiro Sérgio Cabral w 2009 podczas ogłoszenia organizatora igrzysk olimpijskich.

XXXI Letnie Igrzyska Olimpijskie (port. Jogos Olímpicos de Verão de 2016), oficjalnie Igrzyska XXXI Olimpiady – letnie igrzyska olimpijskie, które odbyły się w 2016 w Rio de Janeiro (Brazylia). Były to pierwsze igrzyska w Ameryce Południowej i drugie w Ameryce Łacińskiej (Meksyk 1968). To także pierwsze igrzyska na półkuli południowej od 2000. Gospodarz igrzysk został wybrany na 121. sesji MKOl, która odbyła się 2 października 2009 w Kopenhadze.
Ceremonia otwarcia igrzysk odbyła się 5 sierpnia, a ceremonia zamknięcia odbyła się 21 sierpnia. Zawody sportowe rozpoczęły się jednak 3 sierpnia (piłka nożna). W igrzyskach wzięło udział ponad 10 500 sportowców z 206 narodowych komitetów olimpijskich. Medale rozdane zostały w 31 dyscyplinach, w tym także w rugby 7 i golfie, które wróciły do programu igrzysk po wielu latach nieobecności. Motto igrzysk brzmiało Um mundo novo, czyli Nowy świat.

## Wybór organizatora

Miasta ubiegające się o organizację

Do MKOl swoje kandydatury przesłało siedem miast z Europy, Azji, Ameryki Północnej oraz Ameryki Południowej.
Termin składania do MKOl ofert kandydatur minął 13 września 2007. Następnie do 14 stycznia 2008 kandydaci musieli w specjalnym kwestionariuszu odpowiedzieć na pytania MKOl. 4 czerwca 2008 spośród nadesłanych kandydatur wybrano cztery:
| Miasto         | Państwo           |
| -------------- | ----------------- |
| Chicago        | Stany Zjednoczone |
| Madryt         | Hiszpania         |
| Rio de Janeiro | Brazylia          |
| Tokio          | Japonia           |

### Głosowanie
Decyzja o tym, kto będzie organizatorem igrzysk olimpijskich w 2016 zapadła 2 października 2009 na 121. spotkaniu Międzynarodowego Komitetu Olimpijskiego w Kopenhadze. Członkowie MKOl-u wybrali spośród 4 kandydujących miast:
| Wyniki głosowania | Wyniki głosowania | Wyniki głosowania | Wyniki głosowania | Wyniki głosowania | Wyniki głosowania |
| ----------------- | ----------------- | ----------------- | ----------------- | ----------------- | ----------------- |
| Miasto            | Państwo           | Runda 1           | Runda 2           | Runda 3           |                   |
| Rio de Janeiro    | Brazylia          | 26                | 46                | 66                |                   |
| Madryt            | Hiszpania         | 28                | 29                | 32                |                   |
| Tokio             | Japonia           | 22                | 20                | –                 |                   |
| Chicago           | Stany Zjednoczone | 18                | –                 | –                 |                   |

## Symbole igrzysk
Maskotkami igrzysk zostały wybrane Vinicius i Tom, które zostały oficjalnie zaprezentowane w dniu 24 listopada 2014. Vinicius nosi imię od brazylijskiego poety i muzyka Viniciusa de Moraesa. Imię Tom pochodzi od Toma Jobima, brazylijskiego muzyka. Maskotki prezentują brazylijską przyrodę i mają cechy kotów, małp i ptaków. Mają one odzwierciedlać różnorodność kultury i ludzi w Brazylii. Imiona zostały wybrane w głosowaniu, a ten zestaw otrzymał 44% wszystkich głosów. Pozostałe propozycje imion dla maskotek to: Oba i Eba oraz Tiba Tuque i Esquindim.

## Slogan
Nowy świat (ang. A New World; port. Um Mundo Novo)

## Przebieg zawodów
W poniższym kalendarzu zaprezentowano dni, w których rozdane zostały medale w danej konkurencji (żółty kolor), rozegrane zostały eliminacje (niebieski kolor), ceremonia otwarcia (zielony) i zamknięcia igrzysk (czerwony).
| Sierpień 2016          | Sierpień 2016          | 3 Śro | 4 Czw | 5 Pią | 6 Sob | 7 Nie | 8 Pon | 9 Wt | 10 Śr | 11 Czw | 12 Pią | 13 Sob | 14 Nie | 15 Pon | 16 Wt | 17 Śr | 18 Czw | 19 Pią | 20 Sob | 21 Nie | Konkurencje |
| ---------------------- | ---------------------- | ----- | ----- | ----- | ----- | ----- | ----- | ---- | ----- | ------ | ------ | ------ | ------ | ------ | ----- | ----- | ------ | ------ | ------ | ------ | ----------- |
| Ceremonie              | Ceremonie              |       |       | ●     |       |       |       |      |       |        |        |        |        |        |       |       |        |        |        | ●      |             |
| Badminton              | Badminton              |       |       |       |       |       |       |      |       |        |        |        |        |        |       | 1     | 1      | 2      | 1      |        | 5           |
| Boks                   | Boks                   |       |       |       |       |       |       |      |       |        |        |        | 1      | 1      | 1     | 1     | 1      | 1      | 3      | 4      | 13          |
| Gimnastyka             | Artystyczna            |       |       |       |       |       |       |      |       |        |        |        |        |        |       |       |        |        | 1      | 1      | 18          |
| Gimnastyka             | Skoki                  |       |       |       |       |       |       |      |       |        | 1      | 1      |        |        |       |       |        |        |        |        | 18          |
| Gimnastyka             | Sportowa               |       |       |       |       |       | 1     | 1    | 1     | 1      |        |        | 4      | 3      | 3     | EG    |        |        |        |        | 18          |
| Golf                   | Golf                   |       |       |       |       |       |       |      |       |        |        |        | 1      |        |       |       |        |        | 1      |        | 2           |
| Hokej na trawie        | Hokej na trawie        |       |       |       |       |       |       |      |       |        |        |        |        |        |       |       | 1      | 1      |        |        | 2           |
| Jeździectwo            | Jeździectwo            |       |       |       |       |       |       | 2    |       |        | 1      |        |        | 1      |       | 1     |        | 1      |        |        | 6           |
| Judo                   | Judo                   |       |       |       | 2     | 2     | 2     | 2    | 2     | 2      | 2      |        |        |        |       |       |        |        |        |        | 14          |
| Kajakarstwo            | Górskie                |       |       |       |       |       |       | 1    | 1     | 2      |        |        |        |        |       |       |        |        |        |        | 16          |
| Kajakarstwo            | Klasyczne              |       |       |       |       |       |       |      |       |        |        |        |        |        | 4     |       | 4      |        | 4      |        | 16          |
| Kolarstwo              | BMX                    |       |       |       |       |       |       |      |       |        |        |        |        |        |       |       |        | 2      |        |        | 18          |
| Kolarstwo              | Górskie                |       |       |       |       |       |       |      |       |        |        |        |        |        |       |       |        |        | 1      | 1      | 18          |
| Kolarstwo              | Torowe                 |       |       |       |       |       |       |      |       | 1      | 2      | 2      | 1      | 1      | 3     |       |        |        |        |        | 18          |
| Kolarstwo              | Szosowe                |       |       |       | 1     | 1     |       |      | 2     |        |        |        |        |        |       |       |        |        |        |        | 18          |
| Koszykówka             | Koszykówka             |       |       |       |       |       |       |      |       |        |        |        |        |        |       |       |        |        | 1      | 1      | 2           |
| Lekkoatletyka          | Lekkoatletyka          |       |       |       |       |       |       |      |       |        | 3      | 5      | 4      | 5      | 5     | 4     | 6      | 7      | 7      | 1      | 47          |
| Łucznictwo             | Łucznictwo             |       |       |       | 1     | 1     |       |      |       | 1      | 1      |        |        |        |       |       |        |        |        |        | 4           |
| Pięciobój nowoczesny   | Pięciobój nowoczesny   |       |       |       |       |       |       |      |       |        |        |        |        |        |       |       |        | 1      | 1      |        | 2           |
| Piłka nożna            | Piłka nożna            |       |       |       |       |       |       |      |       |        |        |        |        |        |       |       |        | 1      | 1      |        | 2           |
| Piłka ręczna           | Piłka ręczna           |       |       |       |       |       |       |      |       |        |        |        |        |        |       |       |        |        | 1      | 1      | 2           |
| Piłka wodna            | Piłka wodna            |       |       |       |       |       |       |      |       |        |        |        |        |        |       |       |        | 1      | 1      |        | 2           |
| Pływanie               | Pływanie               |       |       |       | 4     | 4     | 4     | 4    | 4     | 4      | 4      | 4      |        | 1      | 1     |       |        |        |        |        | 34          |
| Pływanie synchroniczne | Pływanie synchroniczne |       |       |       |       |       |       |      |       |        |        |        |        |        | 1     |       |        | 1      |        |        | 2           |
| Podnoszenie ciężarów   | Podnoszenie ciężarów   |       |       |       | 1     | 2     | 2     | 2    | 2     |        | 2      | 1      | 1      | 1      | 1     |       |        |        |        |        | 15          |
| Rugby 7                | Rugby 7                |       |       |       |       |       | 1     |      |       | 1      |        |        |        |        |       |       |        |        |        |        | 2           |
| Siatkówka              | Halowa                 |       |       |       |       |       |       |      |       |        |        |        |        |        |       |       |        |        | 1      | 1      | 4           |
| Siatkówka              | Plażowa                |       |       |       |       |       |       |      |       |        |        |        |        |        |       | 1     | 1      |        |        |        | 4           |
| Skoki do wody          | Skoki do wody          |       |       |       |       | 1     | 1     | 1    | 1     |        |        |        | 1      |        | 1     |       | 1      |        | 1      |        | 8           |
| Strzelectwo            | Strzelectwo            |       |       |       | 2     | 2     | 2     | 1    | 2     | 1      | 2      | 2      | 1      |        |       |       |        |        |        |        | 15          |
| Szermierka             | Szermierka             |       |       |       | 1     | 1     | 1     | 1    | 2     | 1      | 1      | 1      | 1      |        |       |       |        |        |        |        | 10          |
| Taekwondo              | Taekwondo              |       |       |       |       |       |       |      |       |        |        |        |        |        |       | 2     | 2      | 2      | 2      |        | 8           |
| Tenis stołowy          | Tenis stołowy          |       |       |       |       |       |       |      | 1     | 1      |        |        |        |        | 1     | 1     |        |        |        |        | 4           |
| Tenis ziemny           | Tenis ziemny           |       |       |       |       |       |       |      |       |        | 1      | 1      | 3      |        |       |       |        |        |        |        | 5           |
| Triathlon              | Triathlon              |       |       |       |       |       |       |      |       |        |        |        |        |        |       |       | 1      |        | 1      |        | 2           |
| Wioślarstwo            | Wioślarstwo            |       |       |       |       |       |       |      | 2     | 4      | 4      | 4      |        |        |       |       |        |        |        |        | 14          |
| Zapasy                 | Zapasy                 |       |       |       |       |       |       |      |       |        |        |        | 2      | 2      | 2     | 3     | 3      | 2      | 2      | 2      | 18          |
| Żeglarstwo             | Żeglarstwo             |       |       |       |       |       |       |      |       |        |        |        | 2      | 2      | 2     | 2     | 2      |        |        |        | 10          |
| Suma finałów           | Suma finałów           | 0     | 0     | 0     | 12    | 14    | 14    | 15   | 20    | 19     | 24     | 21     | 22     | 17     | 25    | 16    | 23     | 22     | 30     | 12     | 306         |

## Rozgrywane dyscypliny
W programie zostało umieszczonych 31 dyscyplin sportowych, w których rozgrywano zawody. W nawiasach podano liczbę konkurencji w danej dyscyplinie.
W przypadku czterech dyscyplin – gimnastyki, kajakarstwa, kolarstwa i siatkówki – rywalizację przeprowadzono odpowiednio w odmianach: gimnastyce artystycznej, sportowej i skokach na trampolinie, kajakarstwie i kajakarstwie górskim, kolarstwie górskim, szosowym, torowym i BMX oraz siatkówce halowej i plażowej.
Na mocy decyzji podjętej podczas 121. sesji MKOl w Kopenhadze do programu igrzysk wróciły rugby (w wersji siedmioosobowej) i golf. W programie nie znalazły się natomiast dyscypliny takie jak karate, squash i sporty wrotkarskie, które ubiegały się o włączenie w poczet sportów olimpijskich, oraz baseball i softball, które z programu usunięto po igrzyskach w Pekinie.
| - Badminton (5) (szczegóły) - Boks (13) (szczegóły) - Gimnastyka (szczegóły) - Gimnastyka artystyczna (2) - Gimnastyka sportowa (14) - Skoki na trampolinie (2) - Golf (2) (szczegóły) - Hokej na trawie (2) (szczegóły) - Jeździectwo (6) (szczegóły) - Judo (14) (szczegóły) - Kajakarstwo (szczegóły) - Kajakarstwo górskie (4) - Kajakarstwo (12) - Kolarstwo (szczegóły) - BMX (2) - Kolarstwo górskie (2) - Kolarstwo szosowe (4) - Kolarstwo torowe (10) - Koszykówka (2) (szczegóły) - Lekkoatletyka (47) (szczegóły) - Łucznictwo (4) (szczegóły) | - Pięciobój nowoczesny (2) (szczegóły) - Piłka nożna (2) (szczegóły) - Piłka ręczna (2) (szczegóły) - Piłka wodna (2) (szczegóły) - Pływanie (34) (szczegóły) - Pływanie synchroniczne (2) (szczegóły) - Podnoszenie ciężarów (15) (szczegóły) - Rugby 7 (2) (szczegóły) - Siatkówka (szczegóły) - Siatkówka (halowa) (2) - Siatkówka plażowa (2) - Skoki do wody (8) (szczegóły) - Strzelectwo (15) (szczegóły) - Szermierka (10) (szczegóły) - Taekwondo (8) (szczegóły) - Tenis stołowy (4) (szczegóły) - Tenis ziemny (5) (szczegóły) - Triathlon (2) (szczegóły) - Wioślarstwo (14) (szczegóły) - Zapasy (18) (szczegóły) - Żeglarstwo (10) (szczegóły) |

## Obiekty olimpijskie
| Obiekty olimpijskie                       | Obiekty olimpijskie                       | Obiekty olimpijskie                       | Obiekty olimpijskie                       | Obiekty olimpijskie                       |
| Obiekty zbudowane na igrzyska olimpijskie | Obiekty zbudowane na igrzyska olimpijskie | Obiekty zbudowane na igrzyska olimpijskie | Obiekty zbudowane na igrzyska olimpijskie | Obiekty zbudowane na igrzyska olimpijskie |
| Obiekt                                    | Obiekt                                    | Dyscyplina                                | Dyscyplina                                | Pojemność                                 |
| ----------------------------------------- | ----------------------------------------- | ----------------------------------------- | ----------------------------------------- | ----------------------------------------- |
| Arena de Deodoro                          | Arena de Deodoro                          | Szermierka, Koszykówka                    | Szermierka, Koszykówka                    | 5000                                      |
| Estádio Olímpico de Desp. Aquáticos       | Estádio Olímpico de Desp. Aquáticos       | pływanie i Pływanie synchroniczne         | pływanie i Pływanie synchroniczne         | 18 000                                    |
| Centro Olímpico de BMX                    | Centro Olímpico de BMX                    | BMX                                       | BMX                                       | 7500                                      |
| Centro Olímpico de Tênis                  | Centro Olímpico de Tênis                  | Tenis                                     | Tenis                                     | 18 250                                    |
| Barra Olympic Park – Hala 1               | Barra Olympic Park – Hala 1               | Koszykówka                                | Koszykówka                                | 16 000                                    |
| Barra Olympic Park – Hala 2               | Barra Olympic Park – Hala 2               | Judo i Taekwondo                          | Judo i Taekwondo                          | 10 000                                    |
| Barra Olympic Park – Hala 3               | Barra Olympic Park – Hala 3               | Zapasy                                    | Zapasy                                    | 10 000                                    |
| Barra Olympic Park – Future Arena         | Barra Olympic Park – Future Arena         | Piłka ręczna                              | Piłka ręczna                              | 12 000                                    |
| Estádio Olímpico de Canoagem Slalom       | Estádio Olímpico de Canoagem Slalom       | Kajakarstwo                               | Kajakarstwo                               | 8000                                      |
| Golfe Reserva Marapendi                   | Golfe Reserva Marapendi                   | Golf                                      | Golf                                      | –                                         |
| Obiekty istniejące przed igrzyskami       |                                           |                                           |                                           |                                           |
| Obiekt                                    | Obiekt                                    | Dyscyplina                                | Dyscyplina                                | Pojemność                                 |
| Estádio Olímpico João Havelange           | Estádio Olímpico João Havelange           | Lekkoatletyka i Piłka nożna               | Lekkoatletyka i Piłka nożna               | 60 000                                    |
| Lagoa Rodrigo de Freitas                  | Lagoa Rodrigo de Freitas                  | Wioślarstwo i Kajakarstwo                 | Wioślarstwo i Kajakarstwo                 | 14 000                                    |
| Maracanã                                  | Maracanã                                  | Piłka nożna                               | Piłka nożna                               | 90 000                                    |
| Ginásio do Maracanãzinho                  | Ginásio do Maracanãzinho                  | Siatkówka                                 | Siatkówka                                 | 12 000                                    |
| Centro Aquático Maria Lenk                | Centro Aquático Maria Lenk                | Skoki do wody i Piłka wodna               | Skoki do wody i Piłka wodna               | 6500                                      |
| Marina da Glória                          | Marina da Glória                          | Żeglarstwo                                | Żeglarstwo                                | 10 000                                    |
| Centro Nacional de Hipismo                | Centro Nacional de Hipismo                | Jeździectwo                               | Jeździectwo                               | 14 000                                    |
| Centro Nacional de Tiro                   | Centro Nacional de Tiro                   | Strzelectwo                               | Strzelectwo                               | 6850                                      |
| HSBC Arena                                | HSBC Arena                                | Gimnastyka                                | Gimnastyka                                | 12 000                                    |
| Velódromo Olímpico do Rio                 | Velódromo Olímpico do Rio                 | Kolarstwo torowe                          | Kolarstwo torowe                          | 5000                                      |
| Riocentro – Pawilon 2                     | Riocentro – Pawilon 2                     | Boks                                      | Boks                                      | 9000                                      |
| Riocentro – Pawilon 3                     | Riocentro – Pawilon 3                     | Tenis stołowy                             | Tenis stołowy                             | 7000                                      |
| Riocentro – Pawilon 4                     | Riocentro – Pawilon 4                     | Badminton                                 | Badminton                                 | 6500                                      |
| Sambódromo                                | Sambódromo                                | Łucznictwo i Lekkoatletyka                | Łucznictwo i Lekkoatletyka                | 36 000                                    |
| Obiekty tymczasowe                        |                                           |                                           |                                           |                                           |
| Obiekt                                    | Obiekt                                    | Dyscyplina                                | Dyscyplina                                | Pojemność                                 |
| Copacabana Arena                          | Copacabana Arena                          | Siatkówka plażowa                         | Siatkówka plażowa                         | 12 000                                    |
| Parque de Pentatlo Moderno de Deodoro     | Parque de Pentatlo Moderno de Deodoro     | Pięciobój nowoczesny                      | Pięciobój nowoczesny                      | 20 000                                    |
| Parque do Flamengo                        | Parque do Flamengo                        | Chód i Kolarstwo szosowe                  | Chód i Kolarstwo szosowe                  | 5000                                      |
| Fort Copacabana                           | Fort Copacabana                           | pływanie i Triathlon                      | pływanie i Triathlon                      | 5000                                      |
| Centro Olímpico de Hockey                 | Centro Olímpico de Hockey                 | Hokej na trawie                           | Hokej na trawie                           | 15 000                                    |
| Parque Olímpico de Mountain Bike          | Parque Olímpico de Mountain Bike          | Kolarstwo górskie                         | Kolarstwo górskie                         | 5000                                      |
| Riocentro – Pawilon 6                     | Riocentro – Pawilon 6                     | Podnoszenie ciężarów                      | Podnoszenie ciężarów                      | 6500                                      |
| Obiekty poza Rio de Janeiro               |                                           |                                           |                                           |                                           |
| Obiekt                                    | Obiekt                                    | Dyscyplina                                | Miejsce                                   | Pojemność                                 |
| Itaipava Arena Fonte Nova                 | Itaipava Arena Fonte Nova                 | Piłka nożna                               | Salvador                                  | 60 000                                    |
| Mané Garrincha Stadium                    | Mané Garrincha Stadium                    | Piłka nożna                               | Brasília                                  | 76 000                                    |
| Estádio Mineirão                          | Estádio Mineirão                          | Piłka nożna                               | Belo Horizonte                            | 74 000                                    |
| Arena Corinthians                         | Arena Corinthians                         | Piłka nożna                               | São Paulo                                 | 48 000                                    |
| Arena da Amazônia                         | Arena da Amazônia                         | Piłka nożna                               | Manaus                                    | 40 549                                    |
| Brak wyznaczonego obiektu                 |                                           |                                           |                                           |                                           |
| Obiekt                                    | Obiekt                                    | Dyscyplina                                | Dyscyplina                                | Pojemność                                 |
| –                                         | –                                         | Rugby 7                                   | Rugby 7                                   | –                                         |

Mapa obiektów olimpijskich
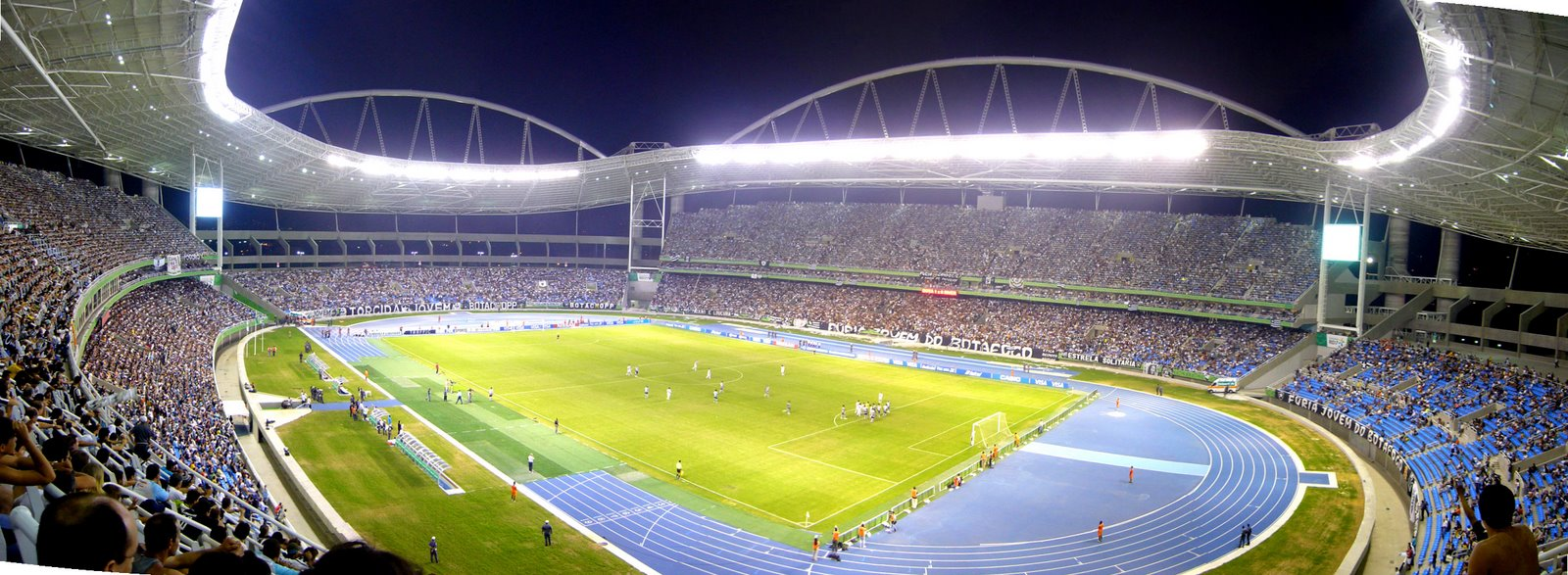
Estádio Olímpico João Havelange – stadion lekkoatletyczny
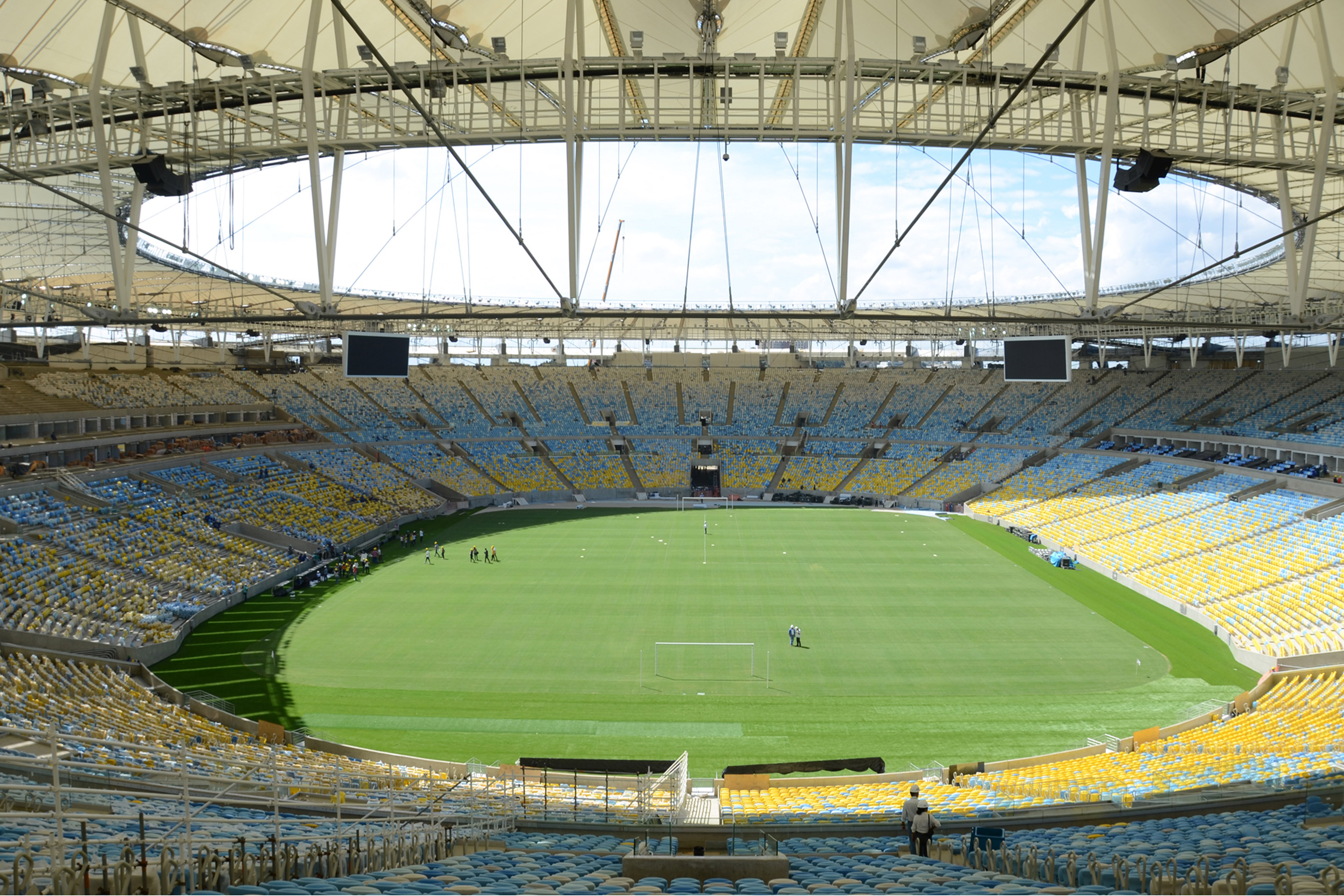
Maracanã – ceremonia otwarcia i zamknięcia, piłka nożna
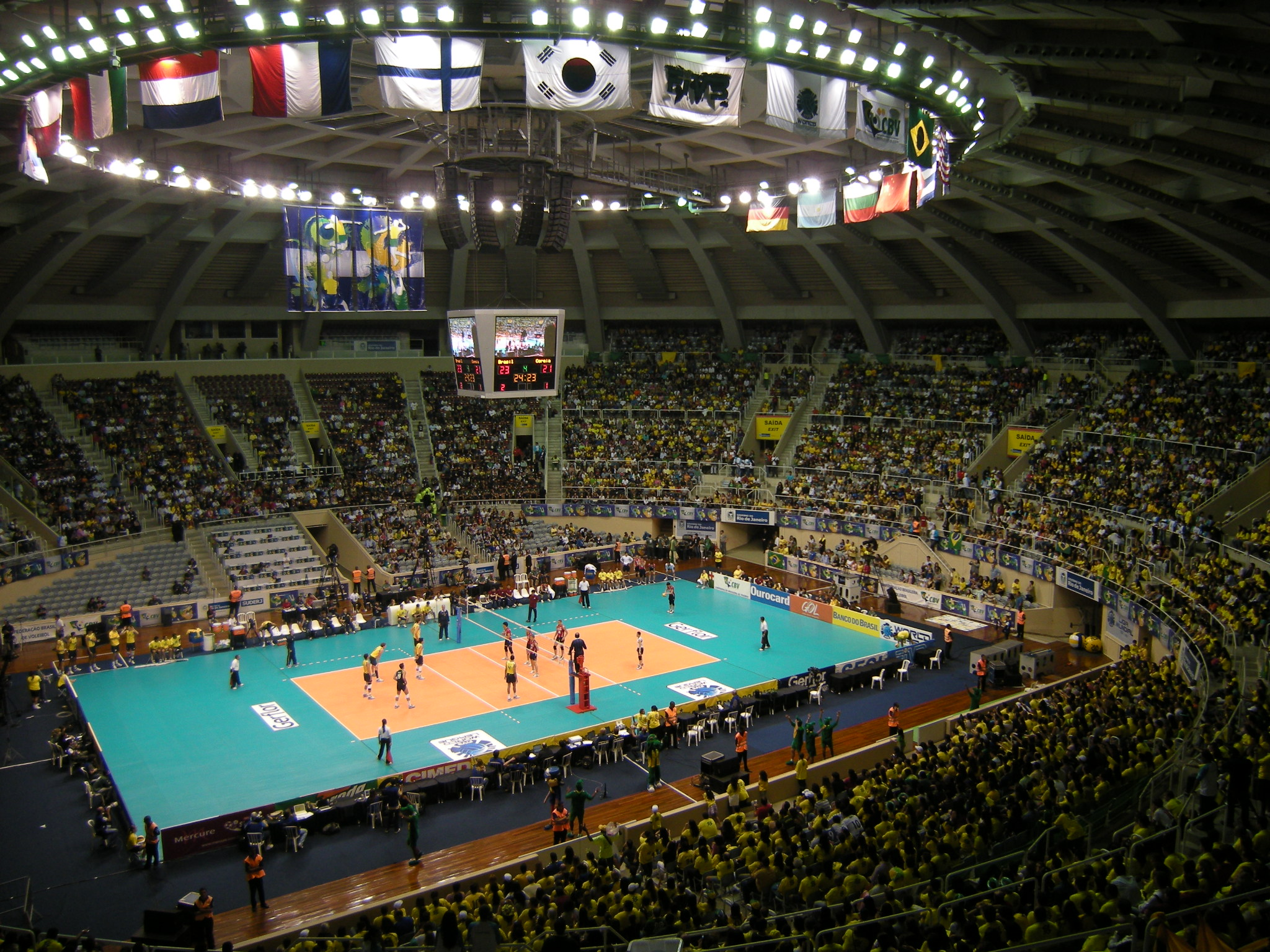
Ginásio do Maracanãzinho – siatkówka
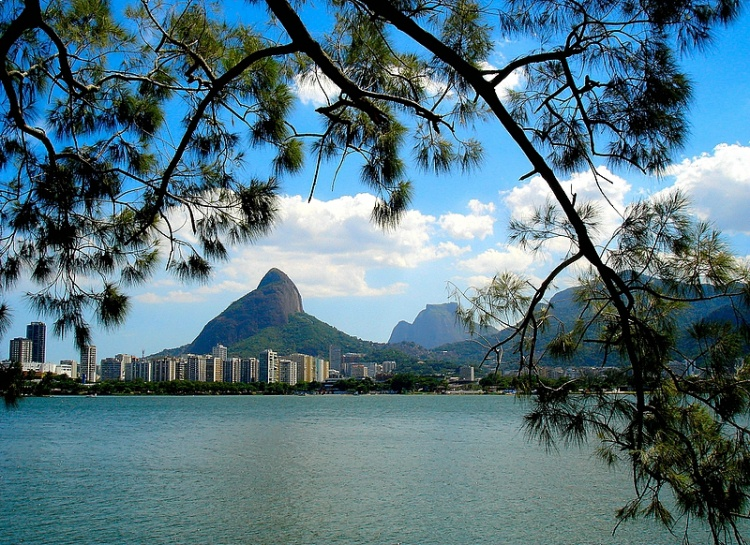
Lagoa Rodrigo de Freitas – wioślarstwo i kajakarstwo
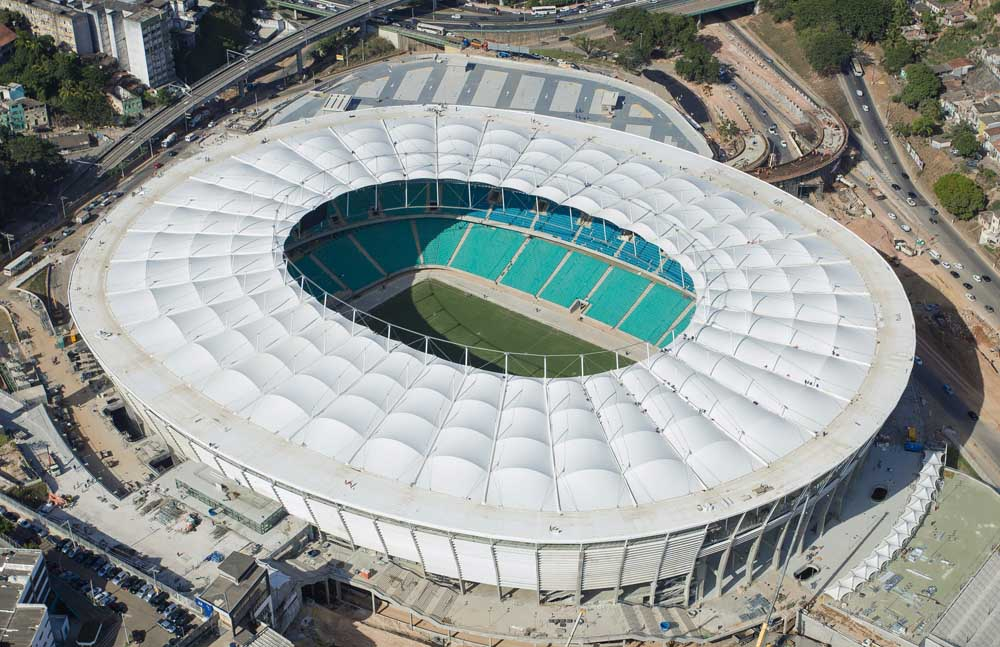
Itaipava Arena Fonte Nova – piłka nożna
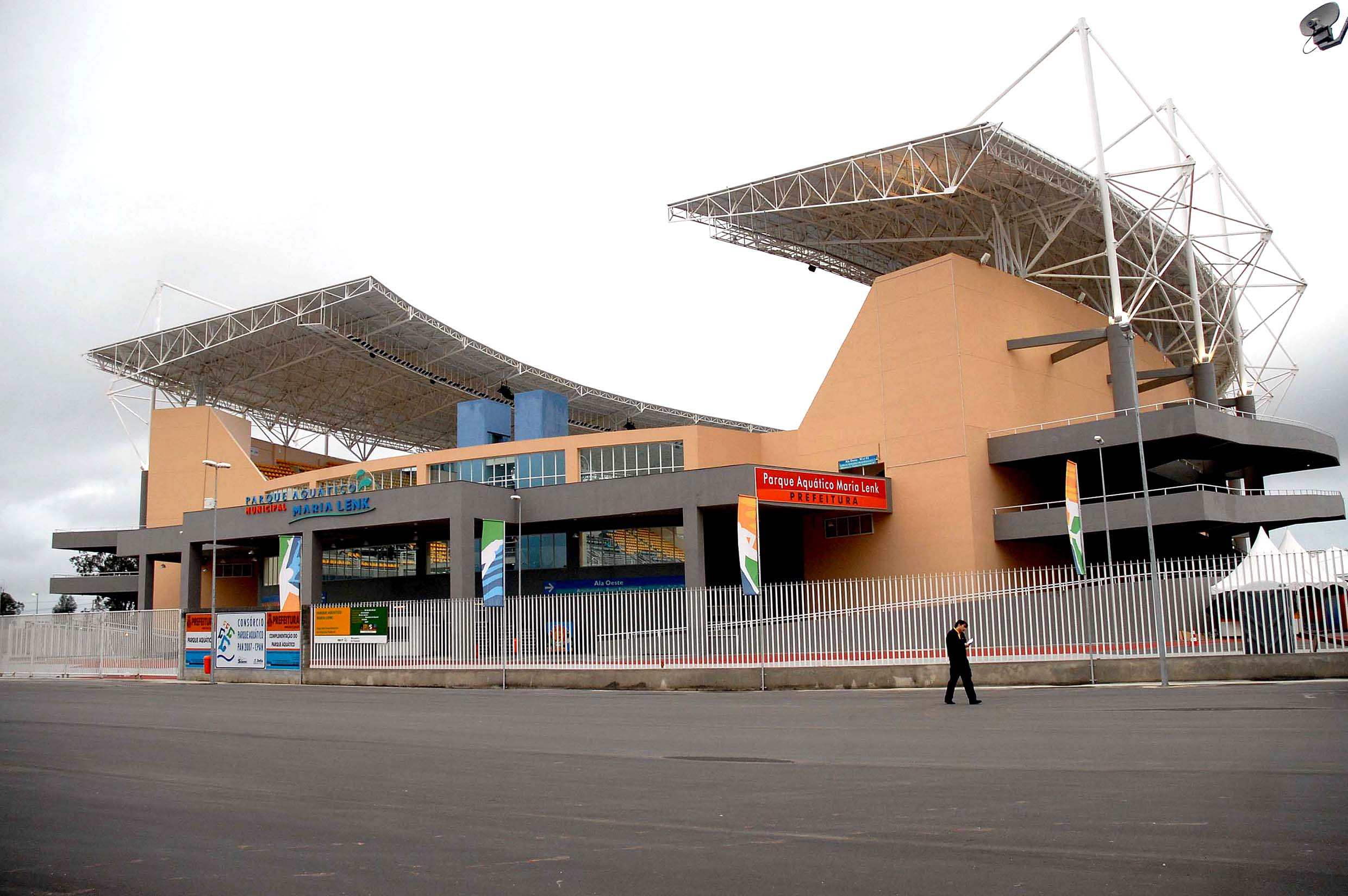
Maria Lenk Aquatic Center – skoki do wody i piłka wodna

## Klasyfikacja medalowa
| Klasyfikacja medalowa | Klasyfikacja medalowa | Klasyfikacja medalowa | Klasyfikacja medalowa | Klasyfikacja medalowa | Klasyfikacja medalowa |
| Pozycja               | Reprezentacja         | Złoto                 | Srebro                | Brąz                  | Razem                 |
| --------------------- | --------------------- | --------------------- | --------------------- | --------------------- | --------------------- |
| 1.                    | Stany Zjednoczone     | 46                    | 37                    | 38                    | 121                   |
| 2.                    | Wielka Brytania       | 27                    | 23                    | 17                    | 67                    |
| 3.                    | Chiny                 | 26                    | 16                    | 26                    | 70                    |
| 4.                    | Rosja                 | 19                    | 17                    | 20                    | 56                    |
| 5.                    | Niemcy                | 17                    | 10                    | 15                    | 42                    |
| 6.                    | Japonia               | 12                    | 8                     | 21                    | 41                    |
| 7.                    | Francja               | 10                    | 18                    | 14                    | 42                    |
| 8.                    | Korea Południowa      | 9                     | 3                     | 9                     | 21                    |
| 9.                    | Włochy                | 8                     | 12                    | 8                     | 28                    |
| 10.                   | Australia             | 8                     | 11                    | 10                    | 29                    |
|                       |                       |                       |                       |                       |                       |
| 33.                   | Polska                | 2                     | 3                     | 6                     | 11                    |

## Polscy reprezentanci
Polska po raz 20. uczestniczyła w letnich igrzyskach olimpijskich. Chorążym ekipy podczas ceremonii otwarcia został piłkarz ręczny Karol Bielecki.
| Medal  | Zawodnik                                                            | Dyscyplina           | Konkurencja                | Rezultat | Data        |
| ------ | ------------------------------------------------------------------- | -------------------- | -------------------------- | -------- | ----------- |
| Złoto  | Magdalena Fularczyk-Kozłowska Natalia Madaj                         | Wioślarstwo          | dwójka podwójna kobiet     | 7:40,10  | 11 sierpnia |
| Złoto  | Anita Włodarczyk                                                    | Lekkoatletyka        | rzut młotem                | 82,29    | 15 sierpnia |
| Srebro | Piotr Małachowski                                                   | Lekkoatletyka        | rzut dyskiem               | 67,55    | 13 sierpnia |
| Srebro | Marta Walczykiewicz                                                 | Kajakarstwo          | K-1 200 m                  | 40,27    | 16 sierpnia |
| Srebro | Maja Włoszczowska                                                   | Kolarstwo            | cross-country              | 1:30:52  | 20 sierpnia |
| Brąz   | Rafał Majka                                                         | Kolarstwo            | wyścig ze startu wspólnego | 6:10,10  | 6 sierpnia  |
| Brąz   | Maria Springwald Joanna Leszczyńska Agnieszka Kobus Monika Ciaciuch | Wioślarstwo          | czwórka podwójna kobiet    | 6:50,86  | 11 sierpnia |
| Brąz   | Beata Mikołajczyk Karolina Naja                                     | Kajakarstwo          | K-2 500 m                  | 1:45,20  | 16 sierpnia |
| Brąz   | Monika Michalik                                                     | Zapasy               | 63 kg styl wolny           | 6-3      | 18 sierpnia |
| Brąz   | Oktawia Nowacka                                                     | Pięciobój nowoczesny | zawody indywidualne kobiet | 1349 pkt | 19 sierpnia |
| Brąz   | Wojciech Nowicki                                                    | Lekkoatletyka        | rzut młotem                | 77,73    | 19 sierpnia |

## Rekordy olimpijskie i świata
| Data        | Dyscyplina           | Konkurencja                         | Runda                | Rekordzista         | Reprezentacja                   | Rezultat         | Rekord | Status      |
| ----------- | -------------------- | ----------------------------------- | -------------------- | ------------------- | ------------------------------- | ---------------- | ------ | ----------- |
| 5 sierpnia  | Łucznictwo           | Indywidualnie mężczyzn              | Runda rankingowa     | Kim Woo-jin         | Korea Południowa                | 700              | WR     | aktualny    |
| 6 sierpnia  | Strzelectwo          | Karabin pneumatyczny 10 m kobiet    | Runda kwalifikacyjna | Du Li               | Chiny                           | 420,7            | OR     | aktualny    |
| 6 sierpnia  | Strzelectwo          | Karabin pneumatyczny 10 m kobiet    | Finał                | Virginia Thrasher   | Stany Zjednoczone               | 208,0            | OR     | aktualny    |
| 6 sierpnia  | Strzelectwo          | Pistolet pneumatyczny 10 m mężczyzn | Finał                | Hoàng Xuân Vinh     | Wietnam                         | 202,5            | OR     | aktualny    |
| 6 sierpnia  | Pływanie             | 400 m st. zmiennym kobiet           | Finał                | Katinka Hosszú      | Węgry                           | 4:26,36          | WR     | aktualny    |
| 6 sierpnia  | Pływanie             | 100 m st. motylkowym kobiet         | Półfinał             | Sarah Sjöström      | Szwecja                         | 55,84            | OR     | nieaktualny |
| 6 sierpnia  | Pływanie             | 100 m st. klasycznym mężczyzn       | Eliminacje           | Adam Peaty          | Wielka Brytania                 | 57,55            | WR     | nieaktualny |
| 6 sierpnia  | Pływanie             | 4 × 100 m st. dowolnym kobiet       | Eliminacje           | Australia           | Australia                       | 3:32,29          | OR     | nieaktualny |
| 6 sierpnia  | Pływanie             | 4 × 100 m st. dowolnym kobiet       | Finał                | Australia           | Australia                       | 3:30,65          | WR     | nieaktualny |
| 7 sierpnia  | Strzelectwo          | Pistolet pneumatyczny 10 m kobiet   | Finał                | Zhang Mengxue       | Chiny                           | 199,4            | OR     | aktualny    |
| 7 sierpnia  | Pływanie             | 100 m st. klasycznym mężczyzn       | Finał                | Adam Peaty          | Wielka Brytania                 | 57,13            | WR     | aktualny    |
| 7 sierpnia  | Pływanie             | 400 m st. dowolnym kobiet           | Eliminacje           | Katie Ledecky       | Stany Zjednoczone               | 3:58,71          | OR     | nieaktualny |
| 7 sierpnia  | Pływanie             | 400 m st. dowolnym kobiet           | Finał                | Katie Ledecky       | Stany Zjednoczone               | 3:56,46          | WR     | aktualny    |
| 7 sierpnia  | Pływanie             | 100 m st. motylkowym kobiet         | Finał                | Sarah Sjöström      | Szwecja                         | 55,48            | WR     | aktualny    |
| 7 sierpnia  | Podnoszenie ciężarów | Waga do 56 kg mężczyzn              | Finał                | Long Qingquan       | Chiny                           | 307 kg (dwubój)  | WR     | aktualny    |
| 7 sierpnia  | Podnoszenie ciężarów | Waga do 56 kg mężczyzn              | Finał                | Long Qingquan       | Chiny                           | 170 kg (podrzut) | OR     | aktualny    |
| 7 sierpnia  | Podnoszenie ciężarów | Waga do 53 kg kobiet                | Finał                | Li Yajun            | Chiny                           | 101 kg (rwanie)  | OR     | aktualny    |
| 8 sierpnia  | Strzelectwo          | Karabin pneumatyczny 10 m mężczyzn  | Runda kwalifikacyjna | Niccolò Campriani   | Włochy                          | 630,2            | OR     | aktualny    |
| 8 sierpnia  | Pływanie             | 200 m st. zmiennym kobiet           | Eliminacje           | Katinka Hosszú      | Węgry                           | 2:07,45          | OR     | nieaktualny |
| 8 sierpnia  | Pływanie             | 100 m st. grzbietowym mężczyzn      | Finał                | Ryan Murphy         | Stany Zjednoczone               | 51,97            | OR     | aktualny    |
| 8 sierpnia  | Pływanie             | 100 m st. klasycznym kobiet         | Finał                | Lilly King          | Stany Zjednoczone               | 1:04,93          | OR     | aktualny    |
| 8 sierpnia  | Podnoszenie ciężarów | Waga do 58 kg kobiet                | Finał                | Sukanya Srisurat    | Tajlandia                       | 110 kg (rwanie)  | OR     | aktualny    |
| 9 sierpnia  | Strzelectwo          | Pistolet sportowy, 25 m kobiet      | Runda kwalifikacyjna | Zhang Jingjing      | Chiny                           | 592              | OR     | aktualny    |
| 9 sierpnia  | Podnoszenie ciężarów | Waga do 63 kg kobiet                | Finał                | Deng Wei            | Chiny                           | 147 kg (podrzut) | WR     | aktualny    |
| 9 sierpnia  | Podnoszenie ciężarów | Waga do 63 kg kobiet                | Finał                | Deng Wei            | Chiny                           | 262 kg (dwubój)  | WR     | aktualny    |
| 9 sierpnia  | Pływanie             | 200 m st. zmiennym kobiet           | Finał                | Katinka Hosszú      | Węgry                           | 2:06,58          | OR     | aktualny    |
| 9 sierpnia  | Pływanie             | 200 m st. klasycznym mężczyzn       | Półfinał             | Ippei Watanabe      | Japonia                         | 2:07,22          | OR     | aktualny    |
| 10 sierpnia | Pływanie             | 100 m st. dowolnym kobiet           | Eliminacje           | Cate Campbell       | Australia                       | 52,78            | OR     | nieaktualny |
| 10 sierpnia | Pływanie             | 100 m st. dowolnym kobiet           | Półfinał             | Cate Campbell       | Australia                       | 52,71            | OR     | nieaktualny |
| 10 sierpnia | Podnoszenie ciężarów | Waga do 77 kg mężczyzn              | Finał                | Lü Xiaojun          | Chiny                           | 177 kg (rwanie)  | WR     | aktualny    |
| 10 sierpnia | Podnoszenie ciężarów | Waga do 77 kg mężczyzn              | Finał                | Nijat Rahimov       | Kazachstan                      | 214 kg (podrzut) | WR     | aktualny    |
| 11 sierpnia | Pływanie             | 100 m st. dowolnym kobiet           | Finał                | Simone Manuel       | Stany Zjednoczone               | 52,70            | OR     | aktualny    |
| 11 sierpnia | Pływanie             | 100 m st. dowolnym kobiet           | Finał                | Penny Oleksiak      | Kanada                          | 52,70            | OR     | aktualny    |
| 11 sierpnia | Pływanie             | 800 m st. dowolnym kobiet           | Eliminacje           | Katie Ledecky       | Stany Zjednoczone               | 8:12,86          | OR     | nieaktualny |
| 11 sierpnia | Kolarstwo torowe     | wyścig drużynowy kobiet             | Eliminacje           | Wielka Brytania     | Wielka Brytania                 | 4:13,260         | WR     | aktualny    |
| 11 sierpnia | Kolarstwo torowe     | sprint drużynowy mężczyzn           | Eliminacje           | Wielka Brytania     | Wielka Brytania                 | 42,562           | OR     | nieaktualny |
| 11 sierpnia | Kolarstwo torowe     | sprint drużynowy mężczyzn           | Pierwsza runda       | Wielka Brytania     | Wielka Brytania                 | 42,535           | OR     | nieaktualny |
| 11 sierpnia | Kolarstwo torowe     | sprint drużynowy mężczyzn           | Finał                | Wielka Brytania     | Wielka Brytania                 | 42,440           | OR     | aktualny    |
| 12 sierpnia | Kolarstwo torowe     | wyścig drużynowy mężczyzn           | Pierwsza runda       | Wielka Brytania     | Wielka Brytania                 | 3:50,570         | WR     | nieaktualny |
| 12 sierpnia | Kolarstwo torowe     | wyścig drużynowy mężczyzn           | Finał                | Wielka Brytania     | Wielka Brytania                 | 3:50,265         | WR     | aktualny    |
| 12 sierpnia | Kolarstwo torowe     | sprint mężczyzn                     | Eliminacje           | Jason Kenny         | Wielka Brytania                 | 9,551            | OR     | aktualny    |
| 12 sierpnia | Kolarstwo torowe     | sprint drużynowy kobiet             | Eliminacje           | Chiny               | Chiny                           | 32,305           | OR     | nieaktualny |
| 12 sierpnia | Kolarstwo torowe     | sprint drużynowy kobiet             | Pierwsza runda       | Chiny               | Chiny                           | 31,928           | WR     | aktualny    |
| 12 sierpnia | Lekkoatletyka        | 10 000 m kobiet                     | Finał                | Almaz Ayana         | Etiopia                         | 29:17,45         | WR     | aktualny    |
| 12 sierpnia | Pływanie             | 800 m st. dowolnym kobiet           | Finał                | Katie Ledecky       | Stany Zjednoczone               | 8:04,79          | WR     | aktualny    |
| 12 sierpnia | Pływanie             | 100 m st. motylkowym mężczyzn       | Finał                | Joseph Schooling    | Singapur                        | 50,39            | OR     | aktualny    |
| 12 sierpnia | Podnoszenie ciężarów | Waga do 85 kg mężczyzn              | Finał                | Tian Tao            | Chiny                           | 217 kg (podrzut) | OR     | aktualny    |
| 12 sierpnia | Podnoszenie ciężarów | Waga do 85 kg mężczyzn              | Finał                | Kianoush Rostami    | Iran                            | 396 kg (dwubój)  | WR     | aktualny    |
| 12 sierpnia | Strzelectwo          | skeet mężczyzn                      | Runda kwalifikacyjna | Markus Svensson     | Szwecja                         | 123              | OR     | aktualny    |
| 12 sierpnia | Strzelectwo          | skeet mężczyzn                      | Runda kwalifikacyjna | Abdullah Al-Rashidi | Niezależni sportowcy olimpijscy | 123              | OR     | aktualny    |
| 14 sierpnia | Lekkoatletyka        | Bieg na 400 m mężczyzn              | Finał                | Wayde van Niekerk   | Południowa Afryka               | 43,03            | WR     | aktualny    |
| 15 sierpnia | Lekkoatletyka        | Rzut młotem kobiet                  | Finał                | Anita Włodarczyk    | Polska                          | 82,29            | WR     | nieaktualny |
| 16 sierpnia | Podnoszenie ciężarów | Waga ponad 105 kg mężczyzn          | Finał                | Lasza Talachadze    | Gruzja                          | 215 kg(rwanie)   | WR     | nieaktualny |
| 16 sierpnia | Podnoszenie ciężarów | Waga ponad 105 kg mężczyzn          | Finał                | Behdad Salimi       | Iran                            | 216 kg(rwanie)   | WR     | aktualny    |
| 16 sierpnia | Podnoszenie ciężarów | Waga ponad 105 kg mężczyzn          | Finał                | Lasza Talachadze    | Gruzja                          | 473 kg(dwubój)   | WR     | aktualny    |